# Густав Віндшайд
Густав Віндшайд (нім. Gustav Windscheid) — австрійський дипломат. Австрійський консул в Миколаєві (1901—1914)..

## Життєпис
З 25 травня 1901 року на посаду австрійського консульського агента у Миколаєві був призначений громадянин Німеччини Густава Віндшайд, родич віце-консула Фрішена, якому вже чотирма тижнями пізніше, а саме 22 червня 1901 року, імператор Франц Йосиф I присвоїв титул почесного віце-консула за особисті заслуги. У випадку його відсутності обов'язки глави австрійського відомства переходили — за згодою німецького уряду — до імператорського німецького віце-консула Франца Фрішена.
У лютому 1914 року Густав Віндшайд остаточно ухвалив рішення про відставку, та вирушив до свого маєтку біля Анклямму в Померанії.
В якості свого заступника Віндшайд запропонував Пауля Гойя.

## Нагороди та відзнаки
- Лицарський хрест ордена Франца-Йозефа (1907)
- Орден залізної корони ІІІ класу (1916)